# Cantó de Montigny-sur-Aube
El cantó de Montigny-sur-Aube és un cantó francès del departament de Costa d'Or, situat al districte de Montbard. Té 16 municipis i el cap és Montigny-sur-Aube.

## Municipis
- Autricourt
- Belan-sur-Ource
- Bissey-la-Côte
- Boudreville
- Brion-sur-Ource
- La Chaume
- Courban
- Gevrolles
- Les Goulles
- Grancey-sur-Ource
- Lignerolles
- Louesme
- Montigny-sur-Aube
- Riel-les-Eaux
- Thoires
- Veuxhaulles-sur-Aube

## Història
| Data d'elecció                           | Identitat                   | Partit                     | Qualitat |
| ---------------------------------------- | --------------------------- | -------------------------- | -------- |
| 1945-1985                                | Henri Jurien de La Gravière | Divers droite, després UDF |          |
| 1985-1992                                | Tanneguy d'Harcourt         | UDF                        |          |
| 1992-2011                                | Philippe Chardon            | UDF, després Divers droite |          |
| 2011-                                    | Georges Morin               | Divers droite              |          |
| les dades anteriors no són pas conegudes |                             |                            |          |
|                                          |                             |                            |          |

## Demografia
| A partir de 1990: Població sense dobles comptes |